# Вжонсовице
Вжонсови́це (пол. Wrząsowice) — село в Польше в сельской гмине Свёнтники-Гурне Краковского повета Малопольского воеводства.

## География
Село располагается в 3 км от административного центра гмины города Свёнтники-Гурне и в 13 км от административного центра воеводства города Краков. Входит в городскую агломерацию Кракова.

## История
В XIX веке село принадлежало барону Генрика Конопке. После его смерти в 1892 году село приобрёл фармацевт Константы Вишневский. С 1908 года владельцами села были наследники Константы Вишневского Люцина Вишневская и Анна Вишневская.
В 1975—1998 годах село входило в состав Краковского воеводства.

## Население
По состоянию на 2013 год в селе проживало 2029 человек.
| 2010 | 2013 |
| ---- | ---- |
| 1986 | 2029 |

Данные переписи 2013 года:
| Перепись  | Всего   | Всего | Женщины | Женщины | Мужчины | Мужчины |
| --------- | ------- | ----- | ------- | ------- | ------- | ------- |
| Единицы   | человек | %     | человек | %       | человек | %       |
| Население | 2029    | 100   | 1015    | 50,02   | 1014    | 49,98   |